# Eugenia corozalensis
Eugenia corozalensis är en myrtenväxtart som beskrevs av Nathaniel Lord Britton. Eugenia corozalensis ingår i släktet Eugenia och familjen myrtenväxter.
Artens utbredningsområde är Puerto Rico. Inga underarter finns listade i Catalogue of Life.